# Слова (фільм)
«Слова» (англ. The Words) — американська мелодрама режисерів Браяна Клаґмана і Лі Стернталя (були також сценаристами), що вийшла 2012 року.
Продюсерами були Майкл Бенароя, Тетьяна Келлі і Джим Янґ. Вперше фільм продемонстрували 27 січня 2012 року у США на кінофестивалі «Санденс».
В Україні фільм не демонструвався.

## Сюжет
| Фільм розповість про сценариста у зеніті слави. Він примудрився вкрасти чужий рукопис, і тепер його чекає розплата. |

## У ролях
| Актор            | Персонаж                          | Роль                                           |
| ---------------- | --------------------------------- | ---------------------------------------------- |
| Бредлі Купер     | Рорі Дженсен (англ. Rory Jansen)  | письменник, що живе у Нью-Йорку                |
| Зої Салдана      | Дора Джансен (англ. Dora Jansen)  | дівчина Рорі                                   |
| Олівія Вайлд     | Даніелла (англ. Daniella)         | студентка, письменниця-початківець             |
| Джеремі Айронс   | Старець (англ. The Old Man)       | стверджує, що він справжній автор книги        |
| Бен Барнс        | Юнак (англ. The Young Man)        | старець у молодості                            |
| Денніс Квейд     | Клей Гемонд (англ. Clay Hammond)  | відомий автор, що відвідує представлення книги |
| Джонатан Сіммонс | містер Дженсен (англ. Mr. Jansen) | батько Рорі                                    |
| Джон Ганна       | річард Форд (англ. Richard Ford)  | агент Гемонда                                  |
| Нора Арнезедер   | Селія (англ. Celia)               | француженка, в яку закохався юнак              |

## Створення
Фільм почали знімати 7 червня 2011 року у Монреалі, Канада, оскільки це місто можна було показати як Париж, так і як Нью-Йорк.

## Сприйняття

### Критика
Фільм отримав загалом негативні відгуки: Rotten Tomatoes дав оцінку 22% на основі 111 відгуків від критиків (середня оцінка 4,3/10) і 50% від глядачів із середньою оцінкою 3,3/5 (45,247 голосів), Internet Movie Database — 6,9/10 (22 718 голосів), Metacritic — 37/100 (30 відгуків критиків) і 6,1/10 від глядачів (43 голоси).

### Касові збори
Під час показу у США, що стартував 7 вересня 2012 року, протягом першого тижня фільм показали у 2,801 кінотеатрі і він зібрав $4,750,894, що на той час дозволило йому зайняти 4 місце серед усіх прем'єр. Показ протривав 28 днів (4 тижні) і закінчився 4 жовтня 2012 року, зібравши у прокаті у США $11,494,838, а у світі — $1,736,623, тобто $13,231,461 загалом при бюджеті $6 млн.